# ليس ميكانيس (كيبك)
ليس ميكانيس (بالإنجليزية: Les Méchins, Quebec)‏ هي بلدية محلية في كيبيك تقع في كندا في Matane Regional County Municipality. يقدر عدد سكانها بـ 1,107 نسمة ومساحتها 469.80 كم2 .